# Kisebbségi játék
A kisebbségi játék egy Yi-Cheng Zhang és Damien Challet által alkotott játék, amelyet az El Farol bár probléma ihletett. A játékban páratlan számú játékos vesz részt, és minden fordulóban választaniuk kell két alternatíva között; a kevesebb játékos által választott alternatíva lesz a nyerő.
Svájcban van egy hasonló gyerekjáték Zig-Zag-Zoug néven: három gyerek egymás mellé teszi a jobb lábát, és a „Zig-Zag-Zoug” mondóka harmadik szavára vagy elhúzza, vagy nem; aki kisebbségben marad, az nyer.

## Külső hivatkozások
- A játék honlapja